# 잭 영
"잭" 영("Jack" Young, 1895년 ~ 1952년)은 사우스엔드 유나이티드 FC, 웨스트 햄 유나이티드, 퀸즈 파크 레인저스 FC 등에서 활약한 잉글랜드 출신의 축구 선수다. 포지션은 수비수와 윙어다. 웨스트 햄은 600 파운드를 이적료로 지불하며 1919년에 영을 데려왔고, 영은 그 후 138경기에 출전해 3골을 득점하였다. 영은 웨스트 햄이 풋볼 리그 1부 리그로 승격하는데 기여를 했으며 1923년 잉글랜드 FA컵 결승전에도 출전했다. 1926년에는 퀸즈 파크 레인저스로 이적했다.